# Ikegai Shōtarō

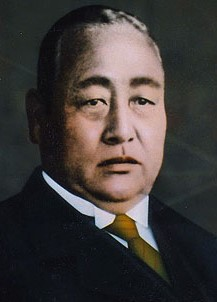
Ikegai Shōtarō

Ikegai Shōtarō (japanisch 池貝 庄太郎; geboren 13. November 1869 in Tokio; gestorben 28. Juli 1934 ebenda) war ein japanischer Erfinder und Industriepionier.

## Leben und Wirken
Ikegai Shōtarō wurde als ältester Sohn von Ikegai Shigēmon (池貝 重右衛門), einem hohen Mitglied der Awa-Katsuyama-Domäne, Provinz Awa (heute Präfektur Chiba) in Tokio geboren. Er begann 1881 Lehre in der „Nishimura Iron Factory“ (西村鉄工場, Nishimura tekkō-jō) in Yokohama und wechselte dann 1885 zur „Tanaka Hisashige Factory“ (田中久重工場, Tanaka Hisashige kōjō).
Nachdem Ikegai sich einen guten Ruf als Dreher erworben hatte, gründete er im Mai 1889 die „Ikegai-Fabrik“ (池貝工場, Ikergai kōjō) im Bezirk Shiba (Tokio), die über zwei Drehbänke verfügte. Anfangs stellte die Fabrik verschiedene Maschinen her, begann aber nach und nach mit der Verwendung von Werkzeugmaschinen, Ölmotoren usw. als Hauptprodukte zu entwickeln. 1905 entstand die Ikegai-Standarddrehmaschine, die eine ausgewogene Mischung aus englischen und amerikanischen Vorbildern war.
1906 wurde Ikegai Professor an der damaligen „Tokyo Industrial School“ (東京高等工業学校, Tōkyō kōtō kōgyō gakkō) – die heutige Tōkōdai – sorgte mit Unterstützung des Lehrbeauftragten Francis für die Verbesserung und Erweiterung der Fabrikausrüstung der Werkzeugmaschinenhersteller. Im Juni desselben Jahres gründete er mit der Investition der Brüder Chiba Matsubei (千葉 松兵衛; 1864–1926) und Chiba Tsunejirō (千葉 恒次郎; 1877–?) die „Ikegai Iron Works“ (池貝鉄工所, Ikegai tekkōjo) mit einem Kapital von 250.000 Yen und wurde Präsident.
Im April 1913 wurde das Unternehmen als Aktiengesellschaft umstrukturiert mit einem Kapital von 500.000 Yen, Ikegai blieb der Präsident, der das Unternehmen bestimmte. Während der Rezession nach dem Ersten Weltkrieg trat das Unternehmen in den Druckmaschinenmarkt ein. Daneben arbeitete man an der Entwicklung neuer Produkte wie eines Airless-Ölstrahl-Dieselmotors. Und so entwickelte sich das Unternehmen unter Mitwirkung des jüngeren Bruders Kishirō (池貝 喜四郎; 1877–1933), der herausragendes technisches Talent bewies, zu einem führenden Maschinenbauer.
Von 1914 bis zu seinem Tod bekleidete Ikegai als stellvertretender Vorsitzender eine Schlüsselposition innerhalb der „Tōkyō Iron Works Machinery Industry Association“ (東京鉄工機械同業組合, Tōkyō tekkō kikai dōgyō kumiai). Er war aktiv in der Abstimmung der Interessen der Maschinenindustrie und brachte viele Vorschläge ein. Bestattet wurde er auf dem Friedhof Aoyama.
Als Literatur gibt es „Ikegai Iron Works Fifty Years History“ (池貝鉄工所五十年史), herausgegeben von Hanafusa Kingo (花房 金吾編), und „Recollection of Kishiro Ikegai“ (池貝喜四郎追想録), herausgegeben vom Unternehmer Hayasaka Chikara (早坂 力; 1887–1963).